# Heidi Vand
Heidi Vand (født 1974) er en tidligere dansk atlet og medlem af IF Gullfoss. Hun vandt to bronzemedaljer ved det danske meterskab i trespring 1994 og 1995 samt otte danske junior- og U23-mesterskaber.

## Danske mesterskaber
- Bronze 1995 Trespring 11,41
- Bronze 1994 Trespring 10,92